# Домінік Герр
Домінік Герр (нім. Dominique Herr, нар. 25 жовтня 1965, Базель) — швейцарський футболіст, що грав на позиції центрального захисника за клуби «Базель», «Лозанна» і «Сьйон», а також національну збірну Швейцарії.

## Клубна кар'єра
У дорослому футболі дебютував 1984 року виступами за команду клубу «Базель», в якій провів чотири сезони, взявши участь у 76 матчах чемпіонату. 
Своєю грою за цю команду привернув увагу представників тренерського штабу клубу «Лозанна», до складу якого приєднався 1988 року. Відіграв за швейцарську команду наступні чотири сезони своєї ігрової кар'єри. Більшість часу, проведеного у складі «Лозанни», був основним гравцем захисту команди.
Завершив професійну ігрову кар'єру у «Сьйоні», за команду якого виступав протягом 1992—1996 років.

## Виступи за збірну
1989 року дебютував в офіційних матчах у складі національної збірної Швейцарії. Протягом кар'єри у національній команді, яка тривала 7 років, провів у формі головної команди країни 51 матч, забивши 4 голи.
Був основним центральним захисником збірної на чемпіонаті світу 1994 року у США, де взяв участь у всіх чотирьох іграх команди, яка успішно подолала груповий етап, проте у першому ж раунді плей-оф поступилася іспанцям і завершила боротьбу.

## Титули і досягнення
- Володар Кубка Швейцарії (2):

«Сьйон»: 1994-1995, 1995-1996